# Maria van Valckenisse

Maria van Valckenisse

Maria Margaretha van Valckenisse, auch bekannt als de lekkende non (geboren 26. Mai 1605 in Antwerpen; gestorben 5. Februar 1658 in Oirschot), war eine niederländische Mystikerin und Gründerin des Karmel von Oirschot.

## Leben
Maria van Valckenisse wurde am 26. Mai 1605 in Antwerpen geboten. Sie war die Tochter des Stadtsekretärs von Antwerpen Philips van Valckenisse (gest. 1614) und der Catherine van Dycke. Sie wuchs in einer angesehenen Antwerpener Familie auf. Als sie 19 Jahre alt war, wurde sie in das Kloster der Unbeschuhten Karmelitinnenin Antwerpen aufgenommen. Sie wählte den Ordensnamen „Maria Margaretha der Engelen“. Sie brach 1644 nach Oirschot in Nordbrabant auf, um dort ein neues Kloster zu gründen, das Karmeliterkloster Bleyendael. Dazu hatte der Statthalter Friedrich Heinrich auf Ersuchen von Maria de’ Medici seine Erlaubnis erteilt. Nach dem Vorbild der spanischen Ordensgründerin Teresa von Ávila führte Maria van Valckenisse einen streng asketischen Lebensstil. Bereits zu Lebzeiten wurde sie als Heilige angesehen. Man sagte ihr nach, sie könne das Leid anderer auf sich nehmen, besitze die Gabe, an zwei Orten gleichzeitig zu sein, habe Visionen und empfing im Jahr 1654 die Stigmata.
Maria Margaretha van Valckenisse starb am 5. Februar 1658. Bei der Aufbahrung ihrer Leiche mehrere Monate später, zeigte diese keine Anzeichen von Verwesung, jedoch begann sie eine ölige Flüssigkeit abzusondern. Dieses wurde aufgrund seiner medizinischen Eigenschaften in kleinen Flaschen gesammelt. Es wurden mehr als hundert Zwanzig-Deziliter-Flaschen wurden mit der Substanz gefüllt. Bei der Autopsie des Leichnams soll der örtliche Chirurg Nagelköpfe gefunden haben, die mit dem Leiden Christi in Verbindung gebracht werden: Laut der katholischen Kirche ein Zeichen der Heiligkeit.
Die Geschichten über die „leckende Nonne“ und die damit verbundenen Wunderheilungen machten das Kloster Oirschot zu einem Wallfahrtsort. Dies führte zu Ärger bei den protestantischen Behörden. Der Leichnam wurde im Juli 1663 beschlagnahmt und unter einer Militäreskorte nach Den Bosch gebracht. Dort wurde er in der damals protestantischen St.-Johannis-Kirche begraben. Die noch im Kloster lebenden Nonnen flohen noch im selben Jahr in die Spanischen Niederlande. Im Jahr 1795 wurde ein Teil der sterblichen Überreste von Maria Margaretha nach der Öffnung des Grabes nach Leefdaal bei Leuven überführt.
Maria Margaretha van Valckenisse wurde nie offiziell heilig- oder seliggesprochen, sie wurde jedoch bis weit ins 20. Jahrhundert hinein verehrt und Reliquien von ihr existieren noch immer. Das Karmeliterkloster in der Nieuwstraat in Oirschot ist heute ein Ort für ältere Nonnen.